# Laysan
Laysan, ook wel in het Hawaïaans Kauō (ei, naar de vorm) genoemd, maakt deel uit van het Papahānaumokuākea Marine National Monument in de keten van Hawaïaanse eilanden in de noordelijke Stille Oceaan. De naam stamt van walvisvaarders, maar de details zijn niet bekend. 
De landoppervlakte is 4,11 km² en de oppervlakte van het omringende koraalrif is 2,97 km². Het eiland is
een atol van vulkanische oorsprong, met in het midden een ondiep meer, 2,4 m boven zeeniveau, met een hoog zoutgehalte (3 maal groter dan de omringende oceaan). Het hoogste punt van het eiland (15 m) is de top van een duin in het noorden.

## Geschiedenis

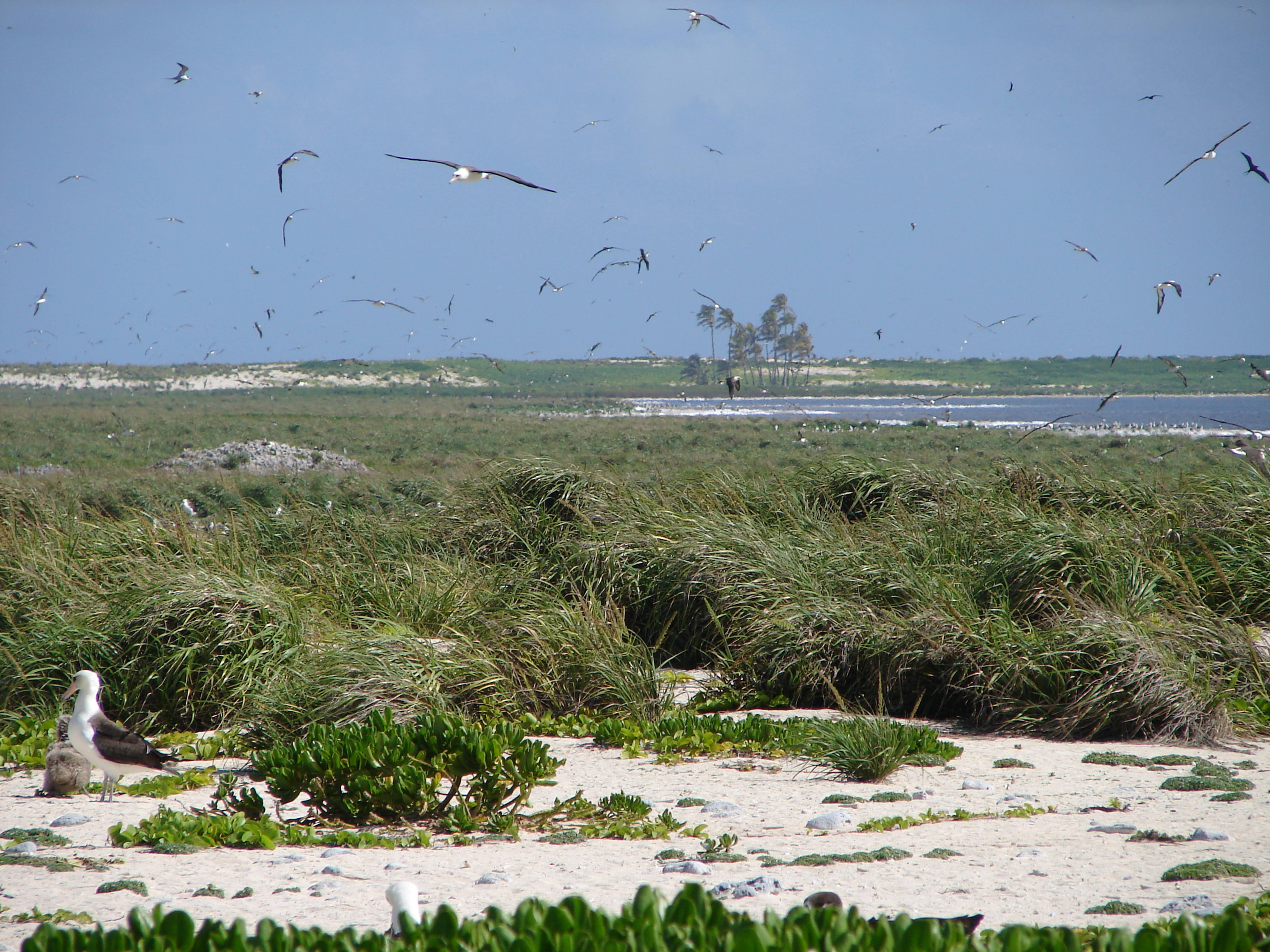
Laysan met het meer op de achtergrond

Waarschijnlijk was Laysan al bekend bij de oorspronkelijke Hawaiiaanse bevolking. Het werd weer ontdekt in de
jaren '20 van de 19e eeuw door walvisvaarders, die het daarna regelmatig bezochten. 
In 1857 werd het eiland geannexeerd door kapitein John Paty voor het Koninkrijk Hawaï. Kort daarop werd guano op het eiland ontdekt wat vanaf 1890 afgebouwd werd (91 ton per dag). Het zware werk werd vooral gedaan door arbeiders uit Japan. Door deze activiteiten verminderde het aantal vogels op het eiland (10 miljoen in 1903) sterk. Acht jaar later waren er slechts een miljoen over. Unieke Pritchardia palmbomen en sandelhout verdwenen van het eiland. 
In 1894 introduceerde de Duitse immigrant Max Schlemmer konijnen en huiscavia's op het eiland in de hoop een vleesindustrie op te bouwen. Dit veroorzaakte een versnelling van de afbraak van het natuurlijke planten- en dierenleven op het eiland. De konijnen vermenigvuldigden zich snel. Klachten hierover en over Japanse stropers (die vogels jaagden wegens hun vleugels) leidden president Theodore Roosevelt ertoe het gebied tot vogelreservaat te verklaren. Schlemmer ging echter door met zijn activiteiten en werd toen van het eiland gezet. Zonder plantengroei ontstonden er zandstormen op het eiland en in 1918 was er slechts vegetatie over voor 100 konijnen. Daardoor stierven er 26 plantensoorten uit en ook de nominaat van de  hawaiikarekiet. In 1923 werden de konijnen weggehaald van het eiland door leden van de Tanager Expeditie.
Op dit moment is Laysan onbewoond. De begroeiing is terug op het eiland. Het wordt beschermd door de United States Fish and Wildlife Service. Echter de laysaneend (de zeldzaamste eend van de wereld) en de laysanvink worden nog steeds bedreigd met uitsterven.
In juni 2006 werden door George W. Bush Laysan en alle andere delen van de noordwestelijke Hawaïaanse eilanden tot het Papahānaumokuākea Marine National Monument samengevoegd.